# Ordago (voilier)
Crédit mutuel en course
Ordago est un voilier monocoque lancé en 2019, conçu pour la course au large, adhérant à la Class40.
Depuis sa mise à l'eau, il porte les couleurs Crédit mutuel.

## Historique
En 2018, Ian Lipinski annonce la construction de son nouveau monocoque qu'il dessine avec David Raison. Le groupe Crédit mutuel est partenaire du voilier pour une durée de quatre années,. Le voilier est mis à l'eau le 13 août 2019  à la Trinité-sur-Mer.
Pour sa première course, mais également sa première transatlantique, le monocoque prend le départ de la Transat Jacques Vabre entre les mains de Ian Lipinski et Adrian Hardy. Après 17 jours, 16 heures et 21 minutes de course, le duo remporte la course à l'arrivée à Salvador de Bahia,.
En juillet 2020, le monocoque skippé par Ian Lipinski en solitaire bat le record du Tour des îles britanniques en 7 jours, 15 heures et 50 minutes,. Quelques jours plus tard, le voilier remporte également la Drheam Cup 700,.
Début 2021, le navire passe par la case chantier dans le but de l'alléger.
Au cours de l'édition 2021 des Sables-Horta, le monocoque bat le record des 24 heures en Class40 en parcourant 428,82 milles.
Pour sa deuxième Transat Jacques Vabre, le voilier est skippé par Ian Lipinski et Julien Pulve. Alors qu'il navigue à la deuxième place, le voilier heurte un objet flottant non identifié qui s'avère être une baleine. Le choc endommage la quille, obligeant les skippers à rejoindre à faible vitesse Fort-de-France. Le duo arrive le 30 novembre à la quatorzième place,,.
En 2022, après une seconde place lors des 1000 Milles des Sables, le monocoque remporte la Normandy Channel Race. Au cours de la Drheam Cup, le voilier est victime d'une avarie à la suite d'un choc avec une vague, qui le contraint à l'abandon.
Le 29 octobre 2023, le voilier prend le départ du Havre, pour sa troisième Transat Jacques Vabre, barré par le duo Ian Lipinski et Antoine Carpentier. Il perd son mât à proximité de Guernesey, quelques heures plus tard, et rejoint le port de Cherbourg à moteur. Après remplacement du mât à Lorient, il repart le 6 novembre avec le reste de la flotte qui avait effectué une escale forcée pour raison météorologique, accusant un retard de plus de 32 heures sur le vainqueur d'une première manche improvisée,.

## Palmarès

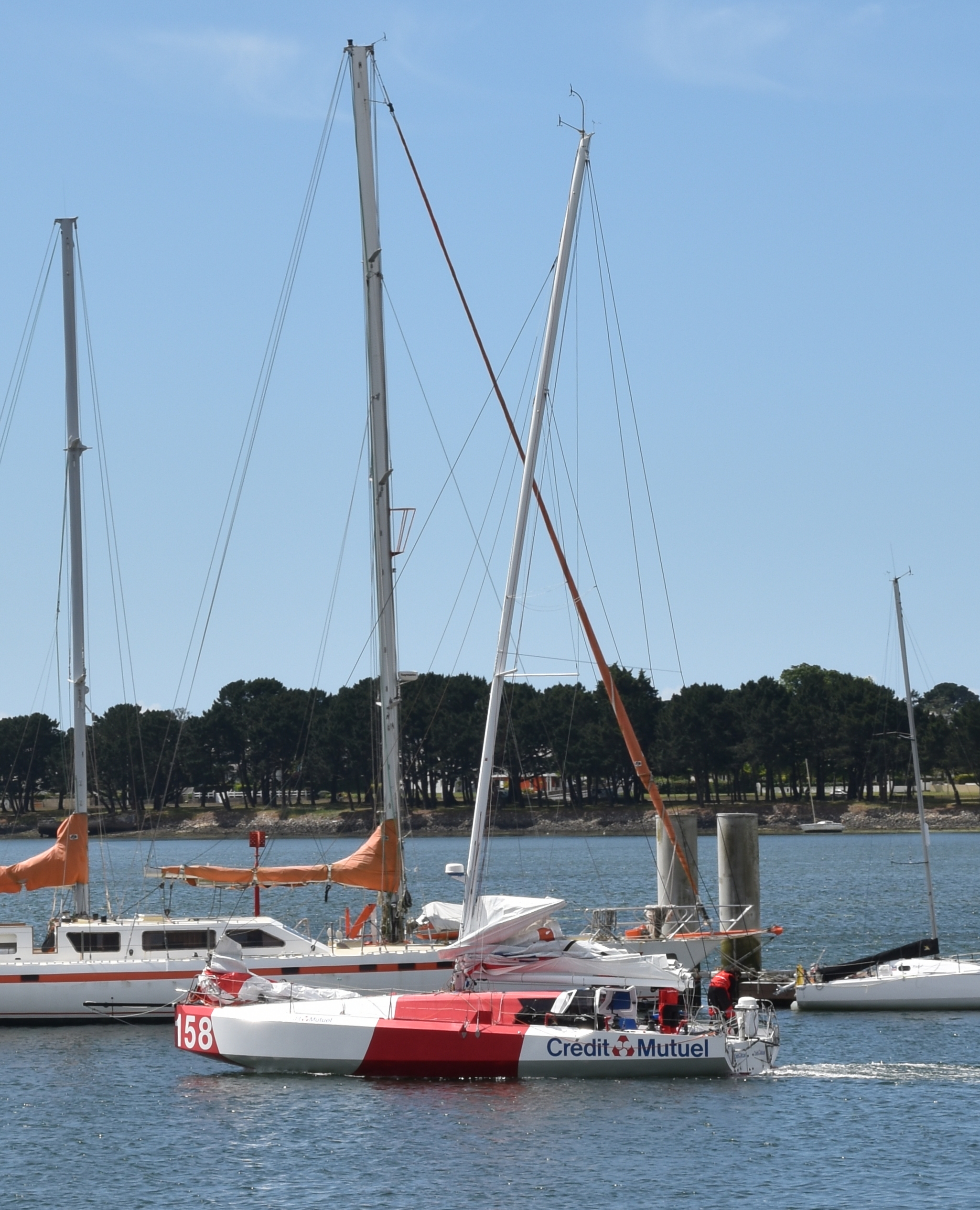
Crédit mutuel dans le port de Lorient en 2021.

- 2019 : vainqueur de la Transat Jacques Vabre
- 2020 :
  - vainqueur de la Drheam Cup 700
  - 2e de la Normandy Channel Race[23]
- 2021 :
  - 4e de la Normandy Channel Race[23]
  - 3e de Les Sables-Horta[23]
  - 14e de la Transat Jacques Vabre
- 2022 :
  - 2e des 1000 Milles des Sables[17]
  - vainqueur de la Normandy Channel Race
  - 3e de la 40 Malouine Lamotte[23]
- 2023 :
  - vainqueur du Défi Atlantique[23]
  - 2e de la Normandy Channel Race[23]
  - 9e  de la 40 Malouine Lamotte[23]